# Margarida Gironella
Margarida Gironella (Darnius, 1886 - Ciutat de Mèxic, 1964) fou una anarquista catalana, companya de l'anarcosindicalista Eusebi Carbó i Carbó.

## Biografia
Catalana de naixement, Margarida va rebre una educació en castellà i francès fins que, el 1910, es va casar amb Eusebi Carbó i Carbó. Treballa en estreta col·laboració amb la CNT i va participar estretament en les activitats de solidaritat i suport als anarquistes en la clandestinitat, esdevenint un element molt important per al suport dels anarquistes de la vella guàrdia com Salvador Seguí, Àngel Samblancat i Salanova, Simó Piera i Pagès, Mauro Bajatierra Morán, i altres.
Amb l'esclat de la Revolució social espanyola de 1936, dona suport a la facció anarquista del front republicà i va viatjar amb el seu marit defensant la causa anarcosindicalista. Després de la derrota en la guerra civil espanyola es va refugiar amb el seu company a Montpeller, on acolliren Carme Darnaculleta, esposa del fill del seu company, Proudhon Carbó i Garriga. De França marxaren a Santo Domingo el 1940, i després a Mèxic, on Eusebi Carbó i Carbó serà el secretari de la CNT el 1943. A la mort del seu marit el 1958 va continuar la difusió de la seva obra, tot i que no es va recuperar de la seva pèrdua.